# Иоанн (Витушкин)
Иоа́нн (в миру Илья́ Ви́кторович Виту́шкин; 2 августа 1926, село Елохино, Даниловский уезд, Ярославская губерния — 25 мая 2010, Кострома) — иерарх Русской православной старообрядческой церкви с титулом — архиепископ Ярославский и Костромской.

## Биография
Родился 2 августа 1926 года в селе Елохино Даниловского уезда Ярославской губернии (ныне Некрасовского района Ярославской области), младшим из шестерых детей потомственного священника протоиерея Виктора Витушкина, благочинного по Ярославской области.
В детские годы вместе с матерью переехал в Ярославль, где в 1941 году окончил восемь классов школы и тогда же, после начала войны, был мобилизован в железнодорожное училище № 3, в 1943-м окончил его, получив специальность электросварщика. В начале 1944 году приступил к работе на Ярославском паровозоремонтном заводе. Бывало, трудились по 16 часов без перерыва. За пять лет такой работы он подорвал здоровье, и уже в 24 года был признан инвалидом второй группы. В 1950 году уволился вследствие инвалидности.
24 июня 1951 году епископом Московским и всея Руси Флавианом (Слесаревым) был возведён в Москве в степень чтеца ко храму Успения Пресвятыя Богородицы села Елохино, где стал помогать своему отцу, служившему в этом храме. В 1953 году женился. 7 марта 1954 году был рукоположен в сан священника и архиепископом Флавианом (Слесаревым) определён на служение к храму Рожества Пресвятыя Богородицы села Дворищи Костромского района Костромской области. За усердие и самоотверженное служение награждён наперсным крестом. В 1985 году овдовел.
В 1986 году на освященном соборе РПСЦ был избран кандидатом в епископы. В 1987 году принял иноческий постриг с наречением имени Иоанн.
21 февраля 1988 года рукоположен архиепископом Алимпием (Гусевым) и епископом Тимоном (Домашовым) в сан епископа на Киевскую и Винницкую кафедру вместо уволенного по болезни на покой епископа Евтихия (Кузьмина). 31 августа 1990 года на епархиальном совещании в Киеве, проходившем под председательством епископа Иоанна, было принято решение перенести епархиальный центр из Винницы в Киев и переименовать епархиальное управление из Киево-Винницкого и Одесского в епископию Киевскую и всея Украины.
Решением Освященного Собора, проходившего в октябре 1992 года, было удовлетворено ходатайство епископа Иоанна о переводе с Украины на вновь учреждаемую Ярославско-Костромскую епархию, в состав которой вошли приходы Ярославля, сёл Глухово, Павликово, Павлеиха, Елохино Ярославской области, Костромы, сёл Стрельниково, Дворищи, Дурасово Костромской области и Николо-Улейминский монастырь под Угличем. Епископу Иоанну при этом было поручено временно исполнять обязанности епископа Киевского и всея Украины до назначения на эту кафедру другого епископа. Управлял Киевской епархией до хиротонии на неё 23 февраля 1993 года епископа Савватия (Козки).
Каждый год посещал все немногочисленные приходы своей епархии. На Освященном Соборе 20-22 октября 1999 года были расширены границы Ярославско-Костромской епархии, в ее состав были включены Ивановская, Архангельская, Мурманская, Вологодская области и Республика Коми.
28 декабря 2000 года указом президента России «за большой вклад в укрепление гражданского мира и возрождение духовно-нравственных традиций» награждён орденом Почёта, причём имя епископа Иоанна стояло первым в списке награждаемых этим указом.
18—19 февраля 2003 года решением чрезвычайного Архиерейского собора Русской православной старообрядческой церкви, состоявшегося в Москве, был избран «епископом-заместителем митрополита Московского и всея Руси».
3 января 2004 года в связи с кончиной митрополита Алимпия (Гусева) решением Архиерейского собора Русской православной старообрядческой церкви единогласно избран местоблюстителем московского митрополичьего престола.
На Освященном соборе 9—11 февраля 2004 года наряду с епископом Казанско-Вятским Андрианом (Четверговым) был одним из двух кандидатов на занятие первосвятительской кафедры. Освященный собор решил принять формой избрания митрополита тайное голосование всеми полноправными делегатами Освященного собора. Результаты голосования: всего подано голосов 227; за епископа Иоанна 59 голосов; за епископа Андриана 167 голосов.
Тот же собор постановил: «На торжествах, связанных с пятидесятилетием служения в священном сане преосвященнаго Иоанна епископа Костромского и Ярославского возвести его в сан архиепископа». Предполагалось, что новоизбранный митрополит Андриан 27 марта того же года в ходе своего визита в Костромскую епархию возведёт его в сан архиепископа, однако престарелый епископ Иоанн — по причине явного нездоровья не смог даже подписать исповедания веры — отказался от чести быть поставленным в архиепископы, несмотря на настойчивые уговоры митрополита Андриана. Епископ Иоанн опасался, что новые почести и нагрузка, даже не административные, а исключительно представительско-церемониальные, пагубно отразятся на его и без того весьма ослабленном здоровье.
После кончины митрополита Адриана в 2005 году вновь стал местоблюстителем митрополичьего престола. Именно его называли наиболее вероятным преемником почившего предстоятеля, однако таковым был избран епископ Казанский и Вятский Корнилий (Титов). После избрания в октябре 2005 года епископа Корнилия (Титова) предстоятелем РПСЦ возглавил его возведение в достоинство митрополита.
Умер 25 мая 2010 года после продолжительной болезни. Похоронен на территории Спасо-Преображенского кафедрального собора в Костроме. На погребении кроме старообрядческого духовенства во главе с митрополитом Корнилием присутствовали представители светской власти: руководитель секретариата губернатора Костромской области М. Б. Смирнова, депутат Костромской областной думы В. В. Михайлов.
В 2017 года режиссёр Григорий Шестаков снял сорокаминутный документальный фильм «Владыка Иоанн. Слово молчаливое», посвященный архиепископу. Лента была представлена на Третьем Международном кинофестивале документального кино имени Саввы Морозова.

## Награды
- Орден Почёта (28 декабря 2000 года) — за большой вклад в укрепление гражданского мира и возрождение духовно-нравственных традиций[7].